# آقای شارمای بانمک
شارمجی نامکین (به هندی: Sharmaji Namkeen) یا تنقلات خوش‌طعم (به انگلیسی: Savoury Snacks) فیلمی هندی محصول سال ۲۰۲۲ و به کارگردانی هیتش باتیا است. در این فیلم بازیگرانی همچون ریشی کاپور، پارش راوال، جوهی چاولا، سهیل نایر، ایشا تالوار، سولاگنا پانیگراهی، ساتیش کایشیک، شبا چادها، پارمیت ستهی و رانبیر کاپور ایفای نقش کرده‌اند.